# Emisión de positrones
La emisión de positrones o radiactividad beta (desintegración β+) es un subtipo de radiactividad llamado desintegración beta en el cual un protón dentro de un radioisótopo se convierte en un neutrón mientras se libera un positrón y un neutrino electrónico (νe). La emisión de positrones está mediada por la fuerza débil. El positrón es un tipo de partícula beta (β+),  la otra partícula beta es el electrón  (β−) emitido por la desintegración β− de un núcleo.
Debido a que la emisión de positrones disminuye el número de protones en relación con el número de neutrones, la descomposición de los positrones ocurre típicamente en grandes radionúclidos "ricos en protones". La desintegración de positrones da como resultado la transmutación nuclear, cambiando un átomo de un elemento químico por otro átomo de un elemento con un número atómico que es menor en una unidad.
Asimismo, cuando un positrón se emite desde el núcleo este se encontrará con un electrón (su antipartícula) y provocará una aniquilación electrón-positrón. Este proceso genera rayos gamma. 
La emisión de positrones no debe confundirse con la emisión de electrones o la desintegración beta (desintegración β−), que se produce cuando un neutrón se convierte en un protón y el núcleo emite un electrón y un antineutrino.
La emisión de positrones es diferente de la desintegración de protones; la decadencia hipotética de protones, no son necesariamente de aquellos atados con los neutrones, tampoco necesariamente a través de la emisión de un positrón y no son parte de la física nuclear, sino de la física de partículas.

## Descubrimiento de la emisión de positrones
En 1934 Frédéric e Irène Joliot-Curie bombardearon aluminio  con partículas alfa para efectuar la reacción nuclear 4
2He
 + 27
13Al
 → 30
15P
 + 1
0n
, y observaron que el isótopo de producto  30
15P
 emitió un positron idéntico a aquellos encontrado en rayos cósmicos por Carl David Anderson en 1932. Este fue el primer ejemplo de desintegración β+ (emisión de positrones). Los Curie denominaron el fenómeno "radiactividad artificial," desde entonces 30
15P
 es un nucleido de corta vida que no existe en la naturaleza.  El descubrimiento de la radiactividad artificial se citaría cuando los dos, marido y mujer ganaran el Premio Nobel.

## Isótopos emisores de positrones
Los isótopos que experimentan esta descomposición y, por lo tanto, emiten positrones incluyen carbono-11, potasio-40, nitrógeno-13, oxígeno-15,  aluminium-26 , sodio-22, flúor-18 y yodo-124. Como ejemplo, la siguiente ecuación describe la desintegración β+ del carbono 11 al boro-11, emitiendo un positrón y un neutrino:
| 11 6C | → | 11 5B | + | e+ | + | ν e | + | 0.96 MeV |

## Mecanismo de emisión
Dentro de los protones y neutrones,  hay partículas fundamentales llamados quarks. Los dos tipos más comunes de quarks son quarks arriba, los cuales tienen una carga de +2/3, y quarks abajo, con carga de −1/3 . Los quarks se organizan en grupos de tres, de manera que producen protones y neutrones. En un protón, cuya carga es de +1,  hay dos quarks arriba y un quark abajo (2/3 + 2/3 − 1/3 = 1). Los neutrones, sin carga, tienen un quark arriba y dos quarks abajo (2/3 − 1/3 − 1/3 = 0). A través de la interacción débil, los quarks pueden cambiar de un quark abajo a un quark arriba, dando como resultado la emisión de electrones. La emisión de positrones ocurre cuando un quark arriba se transforma en un quark abajo (2/3 − 1 = −1/3). (2/3 − 1 = −1/3)
Los núcleos que se descomponen por emisión de positrones también pueden descomponerse por captura de electrones. Para las desintegraciones de baja energía, la captura de electrones se ve favorecida energéticamente por 2mec2 = 1.022 MeV, ya que el estado final tiene un electrón eliminado en lugar de un positrón agregado. A medida que aumenta la energía de la descomposición, también lo hace la relación de ramificación hacia la emisión de positrones. Sin embargo, si la diferencia de energía es inferior a  2mec2, la emisión de positrones no puede ocurrir y la captura de electrones es el único modo de descomposición. Ciertos isótopos que de otro modo capturan electrones (por ejemplo, Be) son estables en la radiación cósmica, porque los electrones se eliminan y la energía de desintegración es demasiado pequeña para la emisión de positrones.

## Conservación de energía
Cuando se expulsa un positrón del núcleo padre, el átomo hijo (Z-1) debe expulsar un electrón orbital para equilibrar la carga. El resultado general es que se expulsa del átomo la masa de dos electrones (uno para el positrón y otro para el electrón), y la desintegración β+ solo es energéticamente posible si la masa del átomo principal supera a la masa del átomo secundario, al menos, en la masa de dos electrones (1.02 MeV).
Los isótopos que aumentan en masa bajo la conversión de un protón en un neutrón, o que disminuyen en masa en menos de 2me, no pueden desintegrarse espontáneamente por la emisión de positrones.

## Aplicación
Estos isótopos se utilizan en una técnica llamada tomografía por emisión de positrones, la cual se utiliza para la obtención de imágenes médicas. Se debe tener en cuenta que la energía emitida depende del isótopo que está decayendo; la cifra de 0,96 MeV se aplica solo a la descomposición del carbono-11.
Los isótopos de emisión de positrones de corta vida 11C, 13N, 15O y 18F utilizados para la tomografía por emisión de positrones se producen típicamente mediante la irradiación de protones de dianas naturales o enriquecidas.